# Asunder, Sweet and Other Distress
Asunder, Sweet and Other Distress è il quinto album in studio del gruppo musicale post-rock canadese Godspeed You! Black Emperor, pubblicato nel 2015.

## Tracce
1. Peasantry or 'Light! Inside of Light!' – 10:28
2. Lambs' Breath – 9:52
3. Asunder, Sweet – 6:13
4. Piss Crowns Are Trebled – 13:50

## Formazione
- Thierry Amar – basso, contrabbasso
- David Bryant – chitarra, effetti
- Aidan Girt – batteria
- Timothy Herzog – batteria, effetti
- Efrim Menuck – chitarra
- Mike Moya – chitarra
- Mauro Pezzente – basso
- Sophie Trudeau – violino, effetti
- Karl Lemieux – proiezioni